# Ribe Slipperne
Slipperne i Ribe er nogle smalle åbne arealer, der findes mellem de enkelte huse, men også nogle der er så brede, at de indgår i infrastrukturen og er navngivet.
Deres formål er ikke dokumenteret. Da alle de navngivne slipper har et let fald fra sydvest mod nordvest og Ribe Å, menes deres formål at være at lede vand væk fra husene og gaderne. 

## Bredeslippe
Bredeslippe er den vestligste slippe og løber fra Grønnegade til Skibbroen

## Skomagerslippe
Skomagerslippe løber fra Grønnegade til Skibbroen

## Mellemslippe
Mellemslippe løber fra Grønnegade til Skibbroen

## Smalleslippe
Smalleslippe løber fra Grønnegade til Skibbroen

## Peder Dovns Slippe
Peder Dovns Slippe løber fra Stenbogade ned til Sortebrødregade

## Kølholts Slippe
Kølholts slippe løber i forlængelse af Peder Dovns Slippe fra Sortebrødregade ned til Ribe Å
Jens Kølholt var en guldsmed, der boede i huset på den nordvestlige side af slippen. Han kom til Ribe som 25 årig og giftede sig med den 61 årige Margrethe.
Margrethe var enke efter en af byens to guldsmede og hun ejede stadigvæk bevillingen til guldsmedeerhvervet.
Som 81-årig døde Margrete og den 45 årige Jens Kølholt ægtede herefter Abigal Marie, der var datter af byens anden guldsmed.
Jens Kølholt var en driftig mand i Ribe, hvor han blandt andet også havde øl og brændevinssalg. Og meget tyder på, at der var tale om en beværtning i stueetagen i huset ved Kølholts Slippe.
Byens tidligere arkivar og æresborger, C.N. Termansen fandt i arkivet en skrivelse, hvori en stakkels kone klager ynkeligt til politimesteren over, at hun må gå på gaden og vente på sin mand, der svirede i beværtningen i Kølholts Slippe. Hun anmoder nu om politiets bistand til at få gjort ende på nattestedet.
Jens Kølholt døde i 1775 og hans gravmæle (for hele husstanden) findes i Processionsgangen, ved Ribe Domkirke

## Reference
1. 1 2 3 4  Jens Kølholt - En Ribe-guldsmed fra 1700 tallet - en dokumentar video af Sydvestjyske Museer https://www.youtube.com/watch?v=tWA1PmcrKuI
2. ↑  Kendte Ribe-Navne omkring en gammel slippe af Journalist K.H. Rosenstand, Vestkysten d. 1. marts 1940